# Bluffton (Ohio)

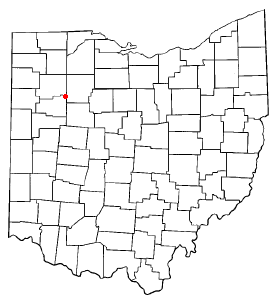
Bluffton na planie stanu Ohio

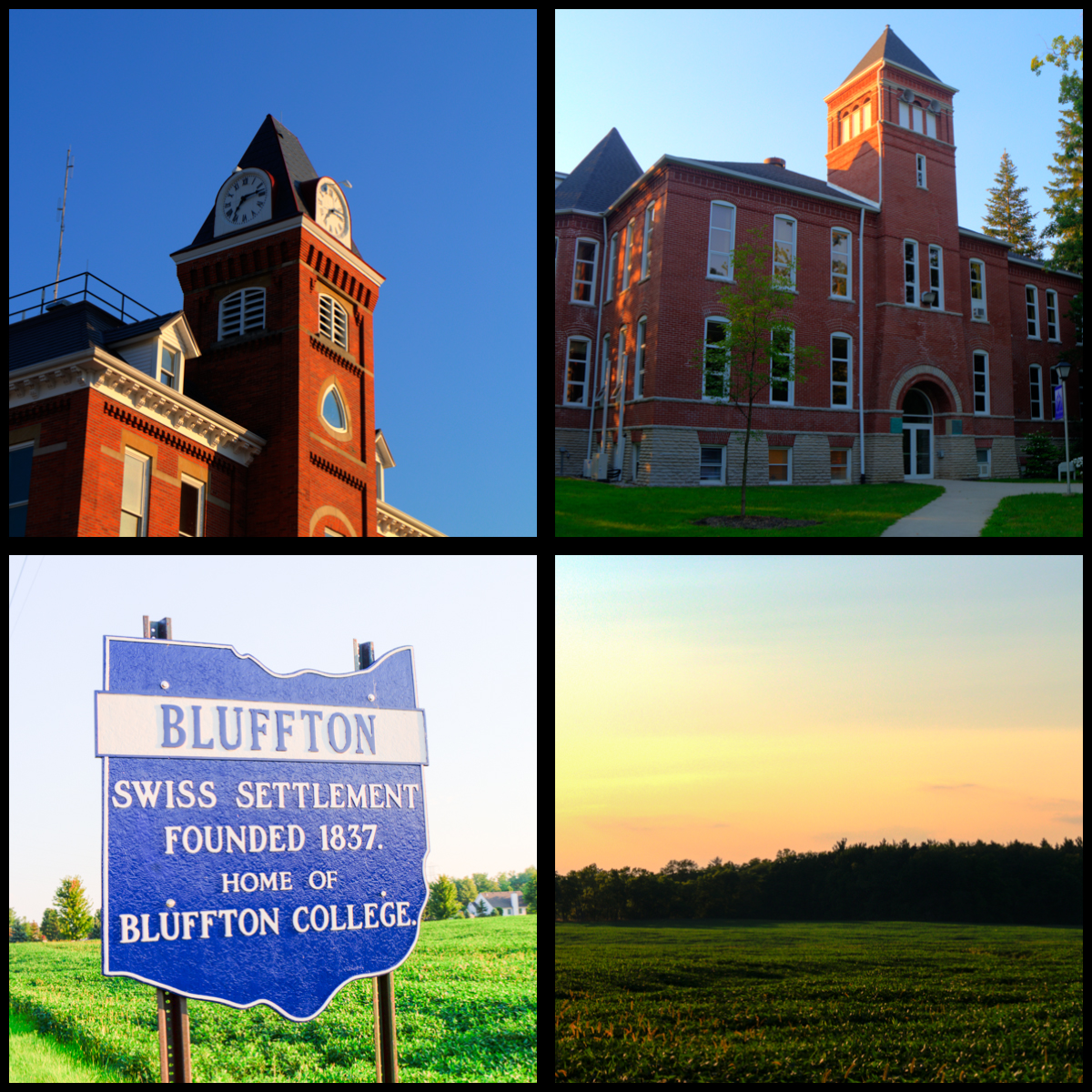
Bluffton

Bluffton – wieś w USA, w stanie Ohio, w hrabstwie Allen. Aktualnie burmistrzem wsi jest Richard Johnson. W miejscowości znajduje się Uniwersytet Bluffton związany z protestanckimi kościołami anabaptystów.
W roku 2010, 19,9% mieszkańców było w wieku poniżej 18 lat, 21,8% było w wieku od 18 do 24 lat, 19,2% miało od 25 do 44 lat, 20% miało od 45 do 64 lat, 19% było w wieku 65 lat lub starszych. We wsi było 45,6% mężczyzn i 54,4% kobiet.
Liczba mieszkańców w 2010 roku wynosiła 4 125, a w roku 2012 wynosiła 4 027.